# Тулин (село)
Тулин (укр. Тулин) — село в Борщёвской городской общине Чортковского района Тернопольской области Украины.
До 2020 года входило в Борщёвский район.
Код КОАТУУ — 6120884505. Население по переписи 2001 года составляло 222 человека.

## Географическое положение
Село Тулин находится между реками Ничлава и Цыганка (3-4 км), на расстоянии в 3 км от города Борщёв. Рядом проходит железная дорога, станция Тересин в 1-м км.

## Объекты социальной сферы
- Клуб.
- Фельдшерско-акушерский пункт.